# Bitka pri Camdenu
Bitka pri Camdenu je bila bitka med kraljestvom Velike Britanije in Združenimi državami Amerike. Zgodila se je med ameriško vojno za neodvisnost. Bila je velika zmaga za britansko vojsko.
Bitka se je odvila severno od Camdena v Južni Karolini 16. avgusta 1780.

## Ozadje
Julija je ameriški generalmajor Horatio Gates s svojo vojsko vkorakal v Južno Karolino, da bi državo osvobodil izpod britanskega nadzora. Ko se je Gates približal Camdenu, je novica o njegovem premiku dosegla Cornwallisa v njegovem štabu v Charlestonu. Britanski poveljnik je takoj zapustil mesto, da bi se postavil na bojišče proti Gatesu. Vojski sta se približali severno od Camdena zgodaj zjutraj 16. avgusta 1780.

## Bitka
Po kratkem spopadu je Gates svoje može postavil za boj. Pri razporeditvi je naredil kritično napako. Po običaju vojskovanja v 18. stoletju so bile najbolj izkušene enote postavljene na desno stran linije. Gates je veterane z linije Maryland in Delaware postavil na desno. Vendar bi moral vedeti, da bo njegov nasprotnik storil enako. Ameriški poveljnik je na svojo levo postavil neizkušeno virginijsko milico pod brigadnim generalom Edwardom Stevensom.
Ko je prispel na bojišče, je Cornwallis na svojo desno stran postavil veteranska 23. in 33. pešpolk, da bi se soočil s Stevensom. Polke je vodil eden njegovih najboljših linijskih častnikov, podpolkovnik James Webster.
Ko so Britanci napredovali in pokazali bajonete, so se Virginijci takoj obrnili in zbežali. Njihov beg je bil usmerjen proti milici Severne Karoline v središču Gatesove linije in ameriški položaj se je hitro sesul.
Kontinentalne redne enote iz Marylanda in Delawareja so kljub temu prestale napad. Pod poveljstvom generalmajorja Johanna de Kalba so kontinentalci ostali na bojišču, medtem ko sta Gates in preostala vojska bežala. Skoraj obkoljeni in premagani so se mnogi pridružili svojim tovarišem pri umiku. Med Gatesovimi žrtvami je bil tudi de Kalb. Smrtno ranjen je nekaj dni pozneje umrl v Camdenu.

## Posledice
Gatesov poraz je Južno Karolino očistil organiziranega ameriškega odpora in odprl pot Cornwallisu za invazijo na Severno Karolino. Približno dva meseca po Camdenu je generalmajor Nathanael Greene sprejel poveljstvo nad južnim oddelkom ameriške revolucije in nadomestil nekdanjega junaka Saratoge. Greene je igral ključno vlogo v Karolinah, kjer je vodil operacije, ki so sčasoma pripeljale do ameriške zmage.